# Popski's Private Army
(Popski)
La Popski's Private Army (traducibile come "Esercito privato di Popski"), sigla PPA, ufficialmente denominata No 1 Demolition Squadron, era un'unità irregolare delle forze armate britanniche, delle dimensioni di una compagnia, che operò sul fronte africano e italiano durante la Seconda guerra mondiale. Essa era caratterizzata dall'utilizzo di attrezzatissime Jeep su cui erano montate mitragliatrici di grosso calibro.

## Le origini

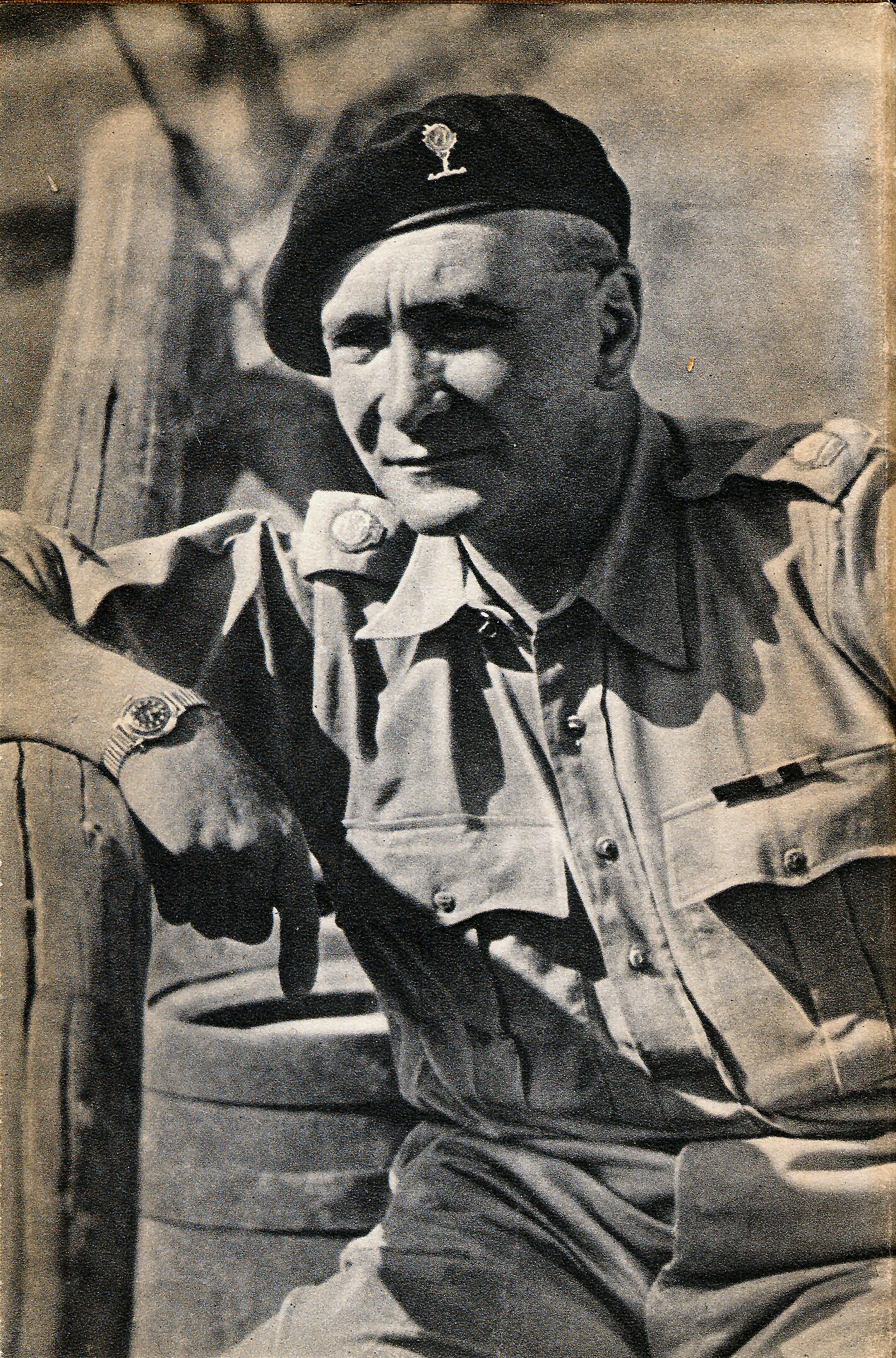
Il maggiore Vladimir Peniakoff

L'unità mobile fu creata in Africa nel 1942, al comando di Vladimir Peniakoff: questi era detto Popski dal nome di un personaggio dei fumetti del giornale Daily Mirror, affibbiatogli dal capitano Bill Kennedy Shaw del Long Range Desert Group in quanto per i suoi radiotelegrafisti “Peniakoff” era impronunciabile.
L'unità rappresentava la più piccola unità indipendente dell'esercito britannico e fu fermamente voluta dall'allora maggiore John Hackett, che più tardi come paracadutista comanderà una brigata dei paracadutisti Red Devils durante l'Operazione Market-Garden. La sua denominazione venne suggerita indirettamente dallo stesso Hackett quando Peniakoff tardava a fornire un nome accettabile per il suo nuovo reparto, perché gli disse "Farai bene a darmi un nome passabile altrimenti vi chiamerò Popski's Private Army” e Popski rispose “Lo prendo!”
Essa era composta da un ridotto numero di uomini, selezionati con criteri molto personali da Popsky, dotati di alcune Jeep munite di attrezzature atte a garantire la massima autonomia sulle quali erano montate mitragliatrici pesanti: in Africa delle Vickers K binate e in Europa una coppia di Browning M2 e M1919.
Lo stemma da basco fu adottato nel 1942. Esso derivava da un ex libris disegnato per Peniakoff negli anni '20 dal giovane Paolo Caccia Dominioni, conosciuto durante il soggiorno in Egitto, e rappresentava un astrolabio perché, come afferma Popski nelle sue memorie, "mi pareva che il vecchio strumento sarebbe stato il simbolo adatto per una unità che doveva navigare osservando le stelle."

## Impiego operativo

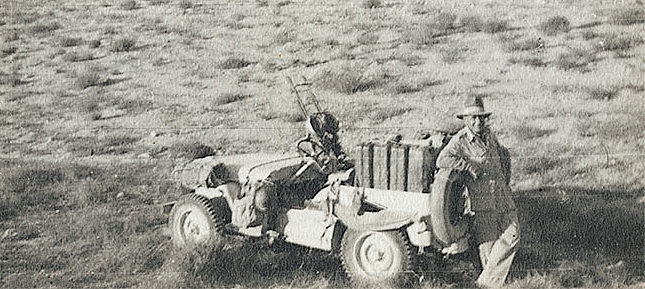
Popski e la sua Jeep durante l'Operazione Caravan.

Una Jeep della PPA a Venezia il 30 aprile 1945

La PPA era specializzata in raid, ricognizioni a lungo raggio ed operazioni di sabotaggio, sia sul fronte che dietro le linee nemiche. In Africa, nel corso della Campagna del Nord Africa, operò frequentemente insieme al SAS ed all'LRDG.  Durante le operazioni lungo la costa adriatica, ad essa venne assegnato un distaccamento di mezzi da sbarco con sette uomini dei Royal Engineers, i genieri dell'esercito britannico, che vennero immediatamente ribattezzati “Popski's Private Navy”. L'unità durante la Campagna d'Italia (1943-1945) era articolata su tre pattuglie da 18 uomini su jeep armate con una coppia di mitragliere e un quartier generale molto ridotto e mobile di 4 jeep. In questo periodo il reparto operò in congiunzione con le forze dell'VIII Armata britannica e con diverse formazioni partigiane (stringendo un particolare sodalizio con i partigiani del Distaccamento "Settimio Garavini" della 28ª Brigata "Mario Gordini", operante nella zona di Ravenna), terminando le sue operazioni sul suolo italiano con la liberazione di Venezia.
L'attività della PPA cessò definitivamente con la fine della guerra, sul territorio austriaco.
L'unità nel corso della sua storia contò un totale di 216 uomini, più alcune decine di militari di vari altri reparti che furono temporaneamente assegnati alla PPA, compresi anche alcuni italiani.

### Italia
- Vladimir Peniakoff, Corsari in jeep, Garzanti, Milano, 1951.
- Arrigo Boldrini, Diario di Bulow, Vangelista, Ravenna, 1985.
- Peter Tompkins, L'altra Resistenza, Rizzoli, Milano, 1995.
- Gianni Giadresco, Guerra in Romagna 1943-1945, Il Monogramma, Ravenna, 2004.
- Paolo Caccia Dominioni Alamein 1933-1962 Mursia, 1962.

### Gran Bretagna
- Vladimir Peniakoff, Private Army, Jonathan Cape, London, 1951.
- Park Yunnie, Warriors on Wheels, Hutchinson, 1959.
- Ben Owen, With Popski's Private Army, Janus Publishing, 2001.
- John Willett, Popski, a life of Vladimir Peniakoff, MacGibbon and Kee, 1954.

### Articoli e saggi
- Silvio Tasselli, Popski's Private Army (P.P.A.) - Rivista Storica n. 9 - Novembre 1994